# AC Semassi
AC Semassi este un club de fotbal profesionist din Togo cu sediul în orașul Sokodé.  În prezent echipa evoluează în prima ligă numită Championnat National, cea mai înaltă divizie din țară sa.

## Istoria clubului
Fondat în 1978, clubul este cel mai de succes din țara sa, cu zece titluri de campionat, trei cupe și o supercupă în palmares. Echipa își susține meciurile de acasă pe stadionul municipal din orașul Sokodé, iar culorile clubului sunt alb și roșu.
Cel mai mare succes al său, la nivel continental a fost semifinala din 1984 în Liga Campionilor CAF, unde a fost învins de clubul nigerian, Shooting Stars cu scorul la general 6 - 3, fiecare și-a câștigtat meciul de acasă, în tur, în Nigeria scorul s-a terminat 5 - 1, iar în retur, în Togo, scorul s-a terminat 2 - 1.

## Palmares
| Național         | Competiții           | Cea mai bună clasare | Sezoane                                                    |
| ---------------- | -------------------- | -------------------- | ---------------------------------------------------------- |
| Național         | Championnat National | Campioni             | 1978, 1979, 1981, 1982, 1983, 1993, 1994, 1995, 1999, 2014 |
| Național         | Cupa                 | Campioni             | 1980 ,1982, 1990                                           |
| Național         | Cupa                 | Finalistă :          | 1987, 1995                                                 |
| Național         | Supercupa            | Campioni             | 2016                                                       |
| Național         | Supercupa            | Finalistă :          | 2017                                                       |
| CAF              |                      |                      |                                                            |
| Liga Campionilor | Semifinale           | 1984                 |                                                            |

## Performanță în competițiile CAF
| - Liga Campionilor CAF : 7 prezențe 1980 : Runda a doua 1982 : Prima rundă 1983 : Prima rundă 1984 : Semifinale 1994 : Prima rundă 1995 : Prima rundă 1996 : Prima rundă | - Cupa Cupelor CAF : 3 prezențe 1981 : Runda a doua 1991 : Prima rundă 1993 : Runda a doua | - Cupa CAF : 1 prezențe 2000 : Prima rundă |